# Andover (Minnesota)
Andover is een plaats (city) in de Amerikaanse staat Minnesota, en valt bestuurlijk gezien onder Anoka County.

## Demografie
Bij de volkstelling in 2000 werd het aantal inwoners vastgesteld op 26.588.

## Geografie
Volgens het United States Census Bureau beslaat de plaats een oppervlakte van
90,6 km², waarvan 88,3 km² land en 2,3 km² water.